# آلي دورفيل
آلي دورفيل (26 سبتمبر 1949 – 23 مايو 2021) هو مبارز بالسيف لوكسمبورغي راحل، مثّل بلاده في الألعاب الأولمبية الصيفية 1972.

## روابط خارجية
- آلي دورفيل على موقع أوليمبيديا (الإنجليزية)